# Alfred Olek
Alfred Tomasz Olek (ur. 23 lipca 1940 w Świętochłowicach, zm. 10 marca 2007) – polski piłkarz, pomocnik lub skrajny obrońca. Długoletni zawodnik Górnika Zabrze.
Olek był wychowankiem Czarnych Chropaczów. Następnie grał w GKS Świętochłowice, by do Zabrza trafić w 1965. Z Górnikiem trzykrotnie był mistrzem kraju (1967, 1971, 1972), cztery razy zdobywał Puchar Polski.
W reprezentacji zagrał raz, 6 maja 1970. Polska tego dnia wygrała z Irlandią 2:1.